# LiveStyle
LiveStyle, anteriormente conhecida como SFX Entertainment, é uma empresa norte-americana de entretenimento especializada em organizar e promover eventos de música do gênero EDM, além de vendas de músicas digitais com o Beatport. Foi fundada em junho de 2012, por Robert F. X. Sillerman. E é atualmente presidida por Brandon Phillips. Em 2013, adquiriu 75% da gigante holandesa ID&T,  indexando ao seu catálogo diversas marcas e festivais e tornando-se a maior empresa de promoção e organização de eventos de dança e música do mundo.
Alguns dos principais eventos de música e dança produzidos pela empresa sob a bandeira da ID&T estão o Mysteryland e Sensation. A empresa também administra boates e clubes noturnos, além de deter 50% do Rock In Rio, adquirindo futuramente mais 1%, garantindo o controle criativo do festival. A companhia também detém os direitos internacionais do festival Tomorrowland. Atualmente produz diversos festivais como o Electric Zoo, Milkshake, Amsterdam Open Air, Mayday, entre outros.
No começo de 2016, a empresa declarou falência e estava afundada em dívidas, mas indicou que continuará a investir em seus festivais e outras atuações. Em março de 2016, a empresa indicou que está inclinada a vender a Beaport e Fame House, o que acabou não se concretizando. Em dezembro de 2016, a empresa ressurgiu de sua falência com nova sede e abandonou seu nome antigo, em busca de reformação e crescimento com uma nova marca.